# Alice, Darling
Alice, Darling (bra: Querida Alice; prt: Querida, Alice) é um filme de suspense psicológico de 2022 dirigido por Mary Nighy e escrito por Alanna Francis. É estrelado por Anna Kendrick, Kaniehtiio Horn, Charlie Carrick e Wunmi Mosaku.
O filme estreou no Festival Internacional de Cinema de Toronto em 11 de setembro de 2022, e foi lançado em Los Angeles em 30 de dezembro de 2022, antes de um amplo lançamento posteriormente nos Estados Unidos em 20 de janeiro de 2023, exclusivamente nos cinemas AMC.

## Elenco
- Anna Kendrick como Alice
- Kaniehtiio Horn como Tess
- Charlie Carrick como Simon
- Wunmi Mosaku como Sophie
- Mark Winnick como Marcus
- Carolyn Fe como Cliente

## Produção
Em julho de 2021, foi anunciado que Anna Kendrick, Charlie Carrick, Wunmi Mosaku e Kaniehtiio Horn estrelariam o filme, com Mary Nighy dirigindo a partir de um roteiro de Alanna Francis, com a Elevation Pictures definida para distribuição doméstica no Canadá e Lionsgate internacionalmente.
As gravações ocorreram de 21 de junho a 20 de julho de 2021, em Toronto.

## Lançamento
O filme foi lançado em 30 de dezembro de 2022, em Los Angeles no AMC Sunset 5, antes de ter amplo lançamento em 20 de janeiro de 2023, exclusivamente nos cinemas AMC. Teve sua estreia mundial no Festival Internacional de Cinema de Toronto de 2022 em 11 de setembro de 2022.
O filme foi lançado para VOD em 3 de fevereiro de 2023. Foi lançado para Blu-ray e DVD em 14 de março de 2023.

## Recepção
No Rotten Tomatoes, o filme detém um índice de 83% de aprovação com base em 120 críticas, com uma nota média de 6,7/10. O consenso do site diz: “Falho, mas silenciosamente poderoso, Alice, Darling, oferece uma visão assustadora de como pode ser difícil deixar um relacionamento abusivo – e o valor de uma rede de apoio sólida”. O Metacritic, que utiliza uma média ponderada, atribuiu ao filme uma pontuação de 65 em 100, com base em 35 avalições, indicando "críticas geralmente favoráveis".